# Rannveig Haugen
Rannveig Haugen (* 23. Dezember 1983 in Hamar, Norwegen) ist eine ehemalige norwegische Handballspielerin, die sowohl im Rückraum als auch am Kreis eingesetzt wurde.

## Karriere

### Im Verein
Haugen begann das Handballspielen 1991 in ihrer Geburtsstadt bei Storhamar Håndball. Im Sommer 2003 wechselte sie zum norwegischen Erstligisten Gjøvik og Vardal HK. Da Haugen aufgrund von Schulterproblemen nur wenige Spielanteile erhielt, bat sie im Dezember 2004 um eine Vertragsauflösung und kehrte zu Storhamar Håndball zurück. Mit Storhamar trat sie anfangs in der zweithöchsten norwegischen Spielklasse an und stieg 2007 in die Eliteserien auf.
Zur Saison 2008/09 wechselte Haugen zum dänischen Erstligisten Team Esbjerg, für den sie zwei Spielzeiten auflief. Daraufhin unterschrieb sie einen Vertrag beim deutschen Bundesligisten HC Leipzig. Mit Leipzig erreichte sie in der Saison 2011/12 das Halbfinale des Europapokals der Pokalsieger. 2012 schloss sich Haugen dem norwegischen Erstligisten Oppsal IF an, bei dem sie ein Jahr später ihre Karriere beendete.

### In Auswahlmannschaften
Haugen lief jeweils 11-mal für die norwegische Jugend- und Juniorinnennationalmannschaft auf. Bei der U-20-Weltmeisterschaft 2003 gewann sie mit Norwegen die Bronzemedaille. Später gehörte sie dem Kader der norwegischen Beachhandball-Nationalmannschaft an. Ihren größten Erfolg feierte Haugen im Jahr 2010, als sie bei der Beachhandball-Weltmeisterschaft die Goldmedaille gewann. Weitere Erfolge feierte sie bei der Beach-Weltmeisterschaft 2012, bei der Beach-Europameisterschaft 2013 und bei den World Games 2013, bei denen sie jeweils die Bronzemedaille gewann.